# Нікітіна Катерина Олексіївна
Катерина Нікітіна (нар. 22 березня 1996, Кременчук, Україна) — українська акторка, гумористка, танцівниця, тренерка та ведуча. Відома як учасниця проєктів «Ліга сміху» та «Жіночий квартал» студії «Квартал 95». Також була гравчинею жіночої футбольної команди «Кривбас».

## Біографія
Народилася 22 березня 1996 року в місті Кременчук. Навчалася на інженера комп'ютерних систем в університеті імені Михайла Остроградського. Під час навчання активно організовувала заходи на факультеті та з часом приєдналася до дівочої команди КВК «Як би дівчата». Згодом стала учасницею команди «Лукас», яка виступала в «Лізі сміху».
Після участі в «Лізі сміху» була запрошена на кастинг до «Жіночого кварталу», де стала однією з акторок. У 2022 році дебютувала як співачка з піснею «Дотики». Також активно займається спортом і грала у жіночій футбольній команді «Кривбас». Після підписання професійного контракту клубу з акторкою, на клубному YouTube-каналі став виходити інтернет-серіал про життя команди під назвою «Футболістка». Загалом зіграла за команду три гри у Вищій лізі України.
Станом на 2024 рік працює тренеркою зі стрейчингу.

## Особисте життя
Катерина Нікітіна перебуває у стосунках з колегою-коміком. Пара разом проводить час, зокрема займаючись спортом.